# Sabás Magaña García
Sabás Magaña García (* 24. Januar 1921 in Morelia, Michoacán, Mexiko; † 7. November 1990) war Bischof von Matamoros.

## Leben
Sabás Magaña García empfing am 23. September 1944 das Sakrament der Priesterweihe.
Am 30. Dezember 1968 ernannte ihn Papst Paul VI. zum Bischof von Matamoros. Papst Paul VI. spendete ihm am 6. Januar 1969 die Bischofsweihe; Mitkonsekratoren waren die Kurienerzbischöfe Sergio Pignedoli, Sekretär der Kongregation für die Evangelisierung der Völker, und Ernesto Civardi, Sekretär der Konsistorialkongregation.